# Qionglai
Qionglai léase Chióng-Lái (en chino: 邛崃市, pinyin:Qiónglái Shí) es una ciudad satélite bajo la administración directa de la Subprovincia de Chengdu, capital provincial de Sichuan. El municipio yace en una llanura en la ecorregión de Bosques de coníferas con una altitud promedio de 500 m s. n. m., ubicada a 65 km al suroeste del centro financiero de la ciudad, formando una ciudad intermedia en Chengdu. Su área total es de 1384 km² y su población proyectada para 2013 fue de 612000 habitantes.

## Administración
La ciudad de Qionglai se divide en 24 pueblos que se administran en 2 Subdistritos, 18 poblados y 4 villas.